# Neoimpresionizam
Neoimpresionizam (neo + impresionizam; fra. Néo-impressionnisme), slikarski smjer koji se 1880-ih razvio u tadašnjoj Francuskoj, odakle se proširio i u neke zemlje zapadne Europe. Neoimpresionizam je dio postimpresionističkoga pravca u slikarstvu, nasljednika impresionizma. Neoimpresionizam se izdvaja od postimpresionizma na planu slikarske tehnike koju koristi, a koja se naziva poentilizam ili divizionizam. Iako koriste novu tehniku, slikari neoimpresionisti su zainteresirani za teme suvremenog života kao i postimpresionisti: urbani pejzaži, predgrađa, obale mora itd.. Najpoznatiji predstavnici neoimpresionizma su Georges Seurat i Paul Signac.
Slikar Georges Seurat, osnivač neoimpresionizma, produbljuje suvremene teorije o bojama, i zamjenjuje dotadašnju praksu miješanja boja na paleti ili izravno na platnu, postavljanjem bezbroj izdvojenih točaka čiste boje izravno na platno. Utisak cjelovitosti forme se dobiva optičkim miješanjem koje nastaje u oku promatrača.
Neki od slikara neoimpresionizna su prošli kroz fazu impresionizma. Neoimpresionizam predstavlja u isto vrijeme, njegov dalji razvoj i kasnu fazu, odnosno reakciju na impresionizam. Seurat je pokušao da slici vrati formu, ugroženu dotadašnjom praksom impresionista. To je postigao primjenjujući niski izvor svjetlosti i izdužene sjene. 
Seurat je svoju tehniku nazivao divizionizam. Paul Signac, koji nakon smrti Seurata staje na čelo pokreta, ovu je tehniku nazivao poentilizam.

## Neoimpresionizam izvan Francuske
Izvan Francuske istaknuti su predstavnici neoimpresionizma Giovanni Segantini i Angelo Morbelli u Italiji, a u Belgiji Henry van de Velde. Neoimpresionizam je imao znatan utjecaj na Paula Gauguina, Vincenta van Gogha, Henria Matissea i Toulousea-Lautreca.